# Бистрик короткокрилий
Бистрик короткокрилий (Ocypus curtipennis) — вид жуків з родини Staphylinidae. Один з найкрупніших хижаків-ентомофагів серед стафілінід фауни України, який знищує багатьох комах, а також дрібних слимаків та червів. 

## Морфологічні ознаки
23–26 мм. Чорний, дуже близький до Ocypus olens (відсутнього в Україні, але внесеного в попередні випуски «Червоної книги України»), від якого відрізняється редукованими крилами та будовою едеагуса самців.

## Поширення
Кавказ, Мала Азія, Північний Іран, Крим. В Україні поширений лише в Криму, де зустрічається в горах та передгір'ях. 

## Особливості біології
Дорослі жуки та личинки — хижаки, знищують дрібних слимаків. Жуки зустрічаються в підстилці, верхніх шарах ґрунту, особливо часто під камінням, а також в норах та гніздах ссавців. Зустрічаються з березня до жовтня. Зимує в личинковій та дорослій стадії. Личинка за допомогою верхніх щелеп та передніх ніг вириває нірку в ґрунті, з якої і полює. 

## Загрози та охорона
Загрози: антропогенний вплив (особливо вибирання каміння та обробка гірських лісових масивів пестицидами, лісові пожежі та знищення гірських лісів).
Охороняється в заповідних територіях як компонент біогеоценозу.